# Henryana
Henryana is een geslacht van vliesvleugeligen uit de familie Eulophidae. De wetenschappelijke naam van dit geslacht is voor het eerst geldig gepubliceerd in 1983 door Yoshimoto.

## Soorten
Het geslacht Henryana is monotypisch en omvat slechts de volgende soort:
- Henryana magnifica Yoshimoto, 1983